# Прем'єр-міністр Гаяни
Прем'єр-міністрів Гаяни — вища посадова особа, що очолює уряд в Гаяні.

## Головний міністр Британської Гвіани
| Головний міністр | Головний міністр | Головний міністр         | Час на посаді   | Час на посаді      | Політична партія           |
| #                | Портрет          | Ім'я                     | Початок терміну | Закінчення терміну |                            |
| ---------------- | ---------------- | ------------------------ | --------------- | ------------------ | -------------------------- |
| 1                |                  | Чедді Джаган (1918—1997) | 30 травня 1953  | 9 жовтня 1953      | Народна прогресивна партія |

## Прем'єр-міністр Британської Гвіани
| Прем'єр | Прем'єр | Прем'єр                  | Термін на посаді | Термін на посаді   | Політична партія              |
| #       | Портрет | Ім'я                     | Початок терміну  | Закінчення терміну |                               |
| ------- | ------- | ------------------------ | ---------------- | ------------------ | ----------------------------- |
| 1       |         | Чедді Джаган (1918—1997) | 5 вересня 1961   | 12 грудня 1964     | Народна прогресивна партія    |
| 2       |         | Форбс Бернем (1923—1985) | 12 грудня 1964   | 26 травня 1966     | Народний національний конгрес |

## Прем'єр-міністри Гаяни
| Прем'єр-міністр | Прем'єр-міністр | Прем'єр-міністр           | Час на посаді   | Час на посаді      | Політична партія              |
| #               | Портрет         | Ім'я                      | Початок терміну | Закінчення терміну |                               |
| --------------- | --------------- | ------------------------- | --------------- | ------------------ | ----------------------------- |
| 1               |                 | Форбс Бернем (1923—1985)  | 26 травня 1966  | 6 жовтня 1980      | Народний національний конгрес |
| 2               |                 | Птолемей Рід (1912—2003)  | 6 жовтня 1980   | 16 серпня 1984     | Народний національний конгрес |
| 3               |                 | Дезмонд Хойт (1929—2002)  | 16 серпня 1984  | 6 серпня 1985      | Народний національний конгрес |
| 4               |                 | Гамільтон Грін (1934-)    | 6 серпня 1985   | 9 жовтня 1992      | Народний національний конгрес |
| 5               |                 | Самуель Гайндс (1943-)    | 9 жовтня 1992   | 17 березня 1997    | Народна прогресивна партія    |
| 6               |                 | Дженет Джаган (1920—2009) | 17 березня 1997 | 19 грудня 1997     | Народна прогресивна партія    |
| 7               |                 | Самуель Гайндс (1943-)    | 19 грудня 1997  | 9 серпня 1999      | Народна прогресивна партія    |
| 8               |                 | Бхаррат Джагдео (1964-)   | 9 серпня 1999   | 11 серпня 1999     | Народна прогресивна партія    |
| 9               |                 | Самуель Гайндс (1943-)    | 11 серпня 1999  | 20 травня 2015     | Народна прогресивна партія    |